# Ada de la Cruz
Ada Aimée de la Cruz Ramirez (Villa Mella, 15 giugno 1986) è una modella dominicana, incoronata Miss Repubblica Dominicana nel 2009 e seconda classificata a Miss Universo 2009.
È stata la seconda donna di origini africane a vincere il titolo di Miss Repubblica Dominicana. La prima era stata Ruth Ocumárez nel 2001.
In precedenza, Ada de la Cruz era stata incoronata anche Miss Mondo Repubblica Dominicana 2007, titolo con il quale aveva potuto partecipare a Miss Mondo 2007, dove era arrivata in top 15 ed aveva vinto la fascia di Miss Mondo Beach Beauty 2007.